# NGC 6012
NGC 6012 é uma galáxia espiral barrada (SBab) localizada na direcção da constelação de Serpens. Possui uma declinação de +14° 36' 08" e uma ascensão recta de 15 horas, 54 minutos e 13,6 segundos.
A galáxia NGC 6012 foi descoberta em 19 de Março de 1787 por William Herschel.